# Шепот и викове
„Шепот и викове“ (на шведски: Viskningar och rop) е шведски филм от 1972 година, драма на режисьора Ингмар Бергман по негов собствен сценарий. Главните роли се изпълняват от Хариет Андершон, Кари Сюлван, Ингрид Тюлин, Лив Улман.

## Сюжет
Действието се развива в провинциално имение в края на XIX век, където преминават последните дни на тежко болна жена, за която се грижат двете ѝ сестри и нейната дългогодишна прислужница.

## В ролите
| Изпълнител      | Роля            |
| --------------- | --------------- |
| Хариет Андершон | Агнес           |
| Кари Сюлван     | Анна            |
| Ингрид Тюлин    | Карин           |
| Лив Улман       | Мария           |
| Ерланд Юсефсон  | Давид, доктор   |
| Андерс Ек       | Тесак, свещеник |

## Награди и номинации
Операторът Свен Нюквист получава награда „Оскар“ за работата си по „Шепот и викове“, който е номиниран за 4 други награди „Оскар“, включително за най-добър филм.